# The Wild World of Batwoman
The Wild World of Batwoman (El mundo salvaje de Batwoman en español) es una película estadounidense estrenada en 1966, dirigida por Jerry Warren y protagonizada por Katherine Victor como Batwoman.
Con la popularidad de la serie de televisión Batman, Warren decidió realizar su propia versión sobre un super-héroe murciélago. Warren fue demandado por infringir Derechos de Autor, sin embargo al ganar la demanda la película se distribuyó bajo el título She was a hippy vampire (Era una vampiro hippy).

## Argumento
J.B., el presidente y vicepresidente de la compañía "Ayjax" ha creado un aparato avanzado que permite escuchar todas las conversaciones telefónicas. El gobierno rechaza este aparato y ordena a J.B. que debe ser destruido. Pero J.B. no desea destruir el aparato y es entonces confrontado por Rat Fink para que le venda el aparato. 
Entonces el presidente de la Ayjax Corporation contrata a Batwoman y a su séquito para que no permitan que Rat Fink se robe el aparato.  Sin embargo Rat Fink y su secuaces utilizan droga creada por el Profesor Octavius Neon para hacer que Batwoman y las batichicas roben el aparato. 

## Producción
La idea original surgió de Jerry Warren al ver la popularidad que el Cómic de Batman había tenido. Warren decidió darle el papel a Katherine Victor con quien ya había trabajado anteriormente en Teenage Zombies y Curse of the stone hand. En realidad Victor no estaba muy emocionada de trabajar nuevamente con Warren sin embargo éste prometió fotografía a color y muchos privilegios que al final no fueron cumplidos para convencer a la actriz de que participara en ésta cinta. Durante el rodaje hubo mucha tensión entre la producción especialmente diferencias con el director y productor Jerry Warren. 
Para efectos de los monstruos se utilizaron tomas de archivo de otras películas como Bajo el signo de Ishtar e incluso películas extranjeras.

## Reparto
- Katherine Victor es Batwoman.
- George Mitchell es Profesor Octavius Neon.
- Steve Brodie es Jim Flanagan.
- Richard Banks es J.B. Christian/Rat Fink
- Lloyd Nelson es Heathcliff.

## Distribución
Debido al título de la película la compañía Associated Distributors Productions fue demandada por plagio. Sin embargo Warren ganó la demanda. Poco después cuando la batimanía había perdido popularidad la película fue estrenada como She was a hippy vampiro (Era una vampiro hippy). 
La película formó parte de la serie Mystery Science Theater 3000, en el episodio 15 de la temporada 5 presentado el 13 de noviembre de 1993. 